# Campionato del mondo rally 2010
Il Campionato del mondo rally 2010 si è svolto dall'11 febbraio al 14 novembre e prevedeva 13 tappe in altrettanti Paesi.

## Principali modifiche
Su proposta della FIA viene modificato il sistema di punteggio in vigore dal 1997:
| Sistema di punteggio       | Sistema di punteggio | Sistema di punteggio | Sistema di punteggio | Sistema di punteggio | Sistema di punteggio | Sistema di punteggio | Sistema di punteggio | Sistema di punteggio | Sistema di punteggio | Sistema di punteggio |
| Posizione                  | 1º                   | 2º                   | 3º                   | 4º                   | 5º                   | 6º                   | 7º                   | 8º                   | 9º                   | 10º                  |
| -------------------------- | -------------------- | -------------------- | -------------------- | -------------------- | -------------------- | -------------------- | -------------------- | -------------------- | -------------------- | -------------------- |
| In vigore dal 1997 al 2009 | 10                   | 8                    | 6                    | 5                    | 4                    | 3                    | 2                    | 1                    | 0                    | 0                    |
| In vigore dal 2010         | 25                   | 18                   | 15                   | 12                   | 10                   | 8                    | 6                    | 4                    | 2                    | 1                    |

Per la prima volta venne resa ufficiale la classifica a punti relativa ai copiloti e il corrispondente titolo.

## Calendario
La stagione 2010 include 13 prove, una in più del 2009. I rally di Australia, Argentina, Cipro, Irlanda, Norvegia, Polonia, Italia e Grecia escono dal calendario per il 2010, mentre ritornano i rally di Svezia, Messico, Giordania, Turchia, Germania, Nuova Zelanda, Francia e Giappone. La Bulgaria fa parte del calendario per la prima volta.
| Tappa | Data                   | Rally                                  | Sede Rally | Validità       | Superficie                   |
| ----- | ---------------------- | -------------------------------------- | ---------- | -------------- | ---------------------------- |
| 01    | 11-14 febbraio         | Rally di Svezia                        | Karlstad   | PWRC/SWRC      | Sterrato con ghiaccio e neve |
| 02    | 5-7 marzo              | Rally Corona del Messico               | León       | PWRC/SWRC      | Sterrato                     |
| 03    | 1-3 aprile             | Rally di Giordania                     | Amman      | PWRC/SWRC      | Sterrato                     |
| 04    | 16-18 aprile           | Rally di Turchia                       | Istanbul   | JWRC           | Sterrato e asfalto           |
| 05    | 7-9 maggio             | Rally Repco della Nuova Zelanda        | Auckland   | PWRC/SWRC      | Sterrato e asfalto           |
| 06    | 28-30 maggio           | Rally Vodafone del Portogallo          | Faro       | JWRC/SWRC      | Sterrato                     |
| 07    | 9-11 luglio            | Rally di Bulgaria                      | Borovec    | JWRC           | Asfalto                      |
| 08    | 29-31 luglio           | Rally Neste Oil di Finlandia           | Jyväskylä  | PWRC/SWRC      | Sterrato                     |
| 09    | 20-22 agosto           | ADAC Rallye Deutschland                | Treviri    | JWRC/PWRC/SWRC | Asfalto                      |
| 10    | 10-12 settembre        | Pioneer Carrozzeria Rally del Giappone | Sapporo    | PWRC/SWRC      | Sterrato                     |
| 11    | 30 settembre-3 ottobre | Rally di Francia                       | Épinal     | JWRC/PWRC/SWRC | Asfalto                      |
| 12    | 22-24 ottobre          | Rally RACC Catalunya-Costa Daurada     | Salou      | JWRC           | Asfalto e sterrato           |
| 13    | 11-14 novembre         | Wales Rally GB                         | Cardiff    | PWRC/SWRC      | Sterrato                     |

## Team e piloti presenti

### Partecipanti WRC

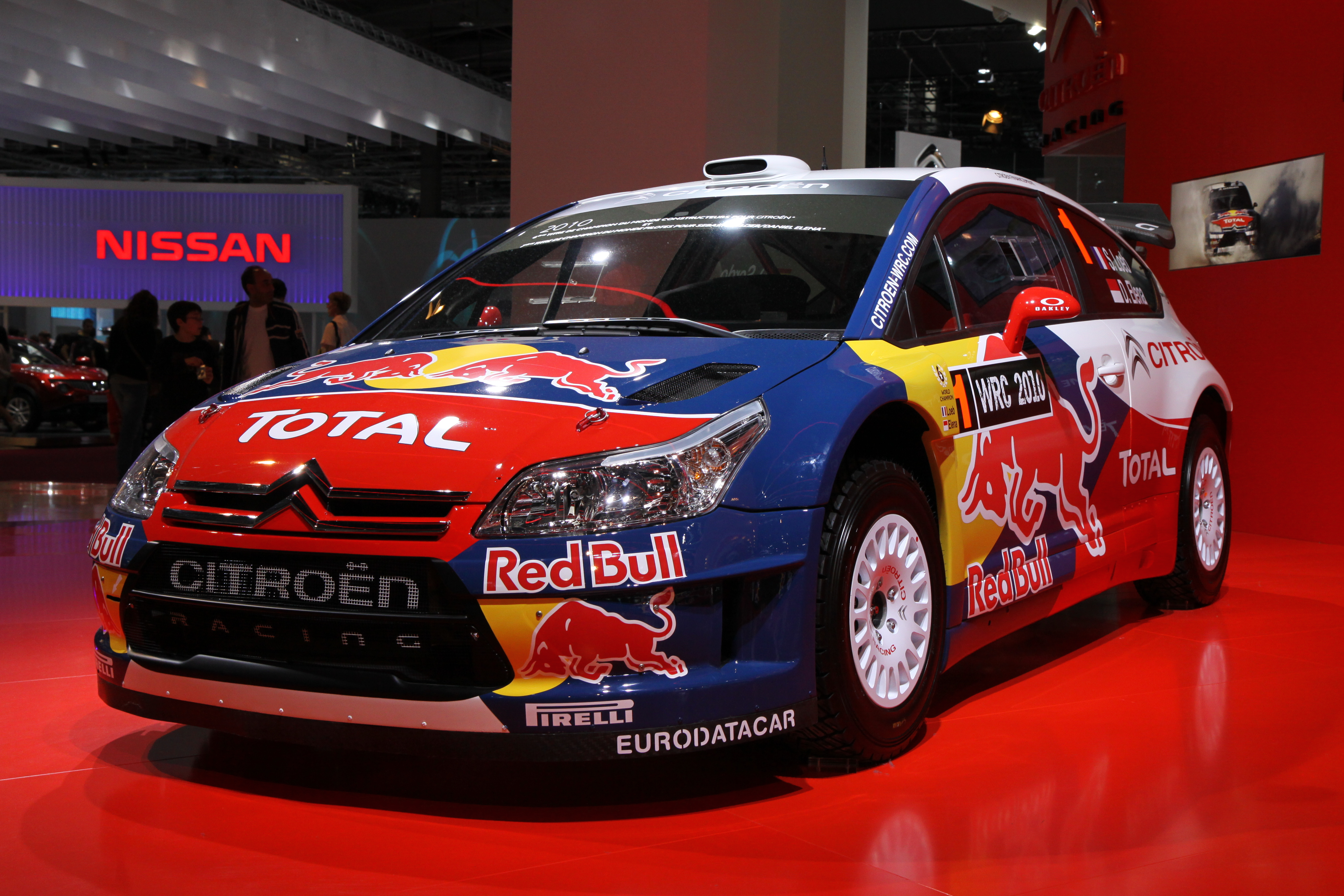
La Citroën C4 WRC ufficiale 2010

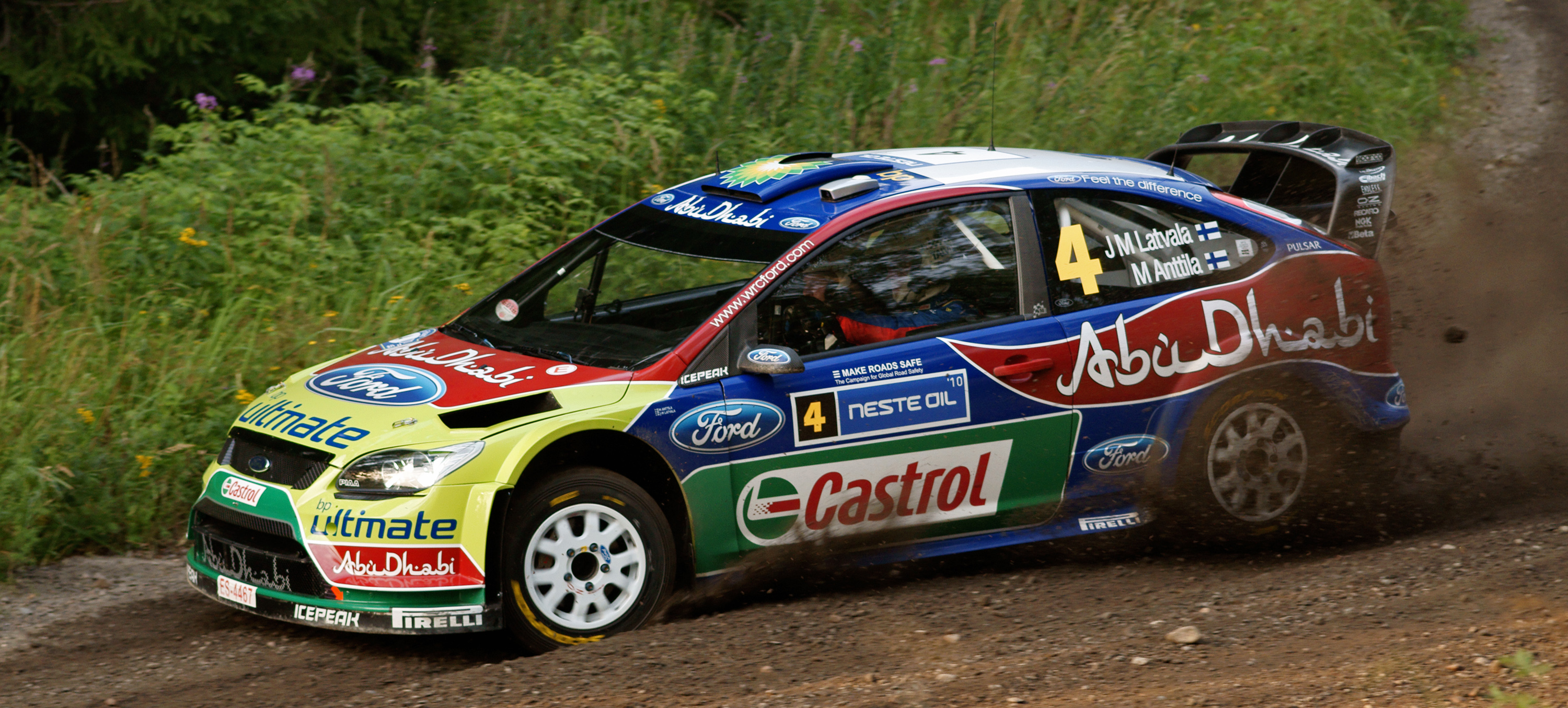
La Ford Focus RS WRC ufficiale al Rally di Finlandia 2010

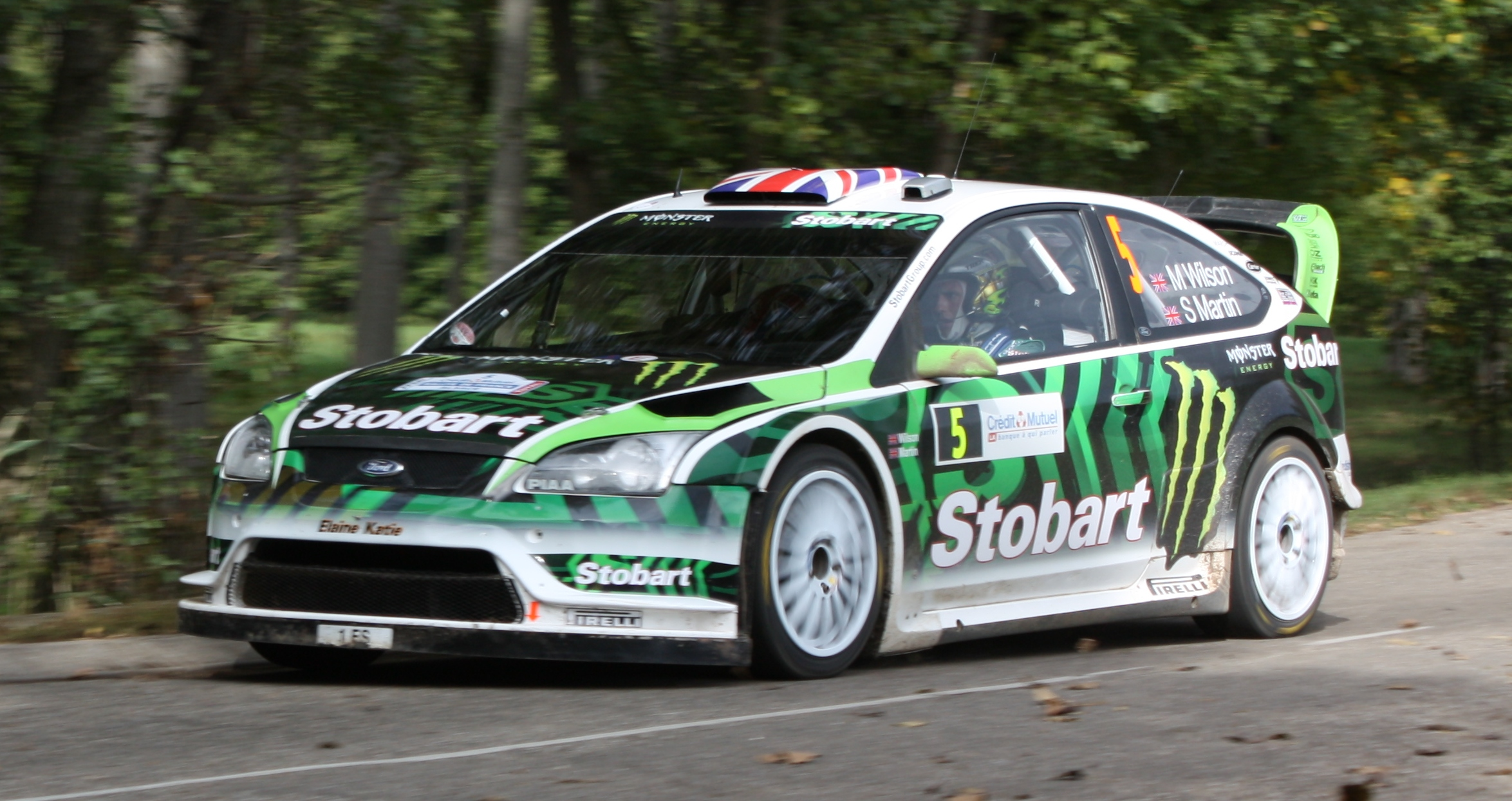
La Ford Focus RS WRC del team Stobart al Rally di Francia 2010

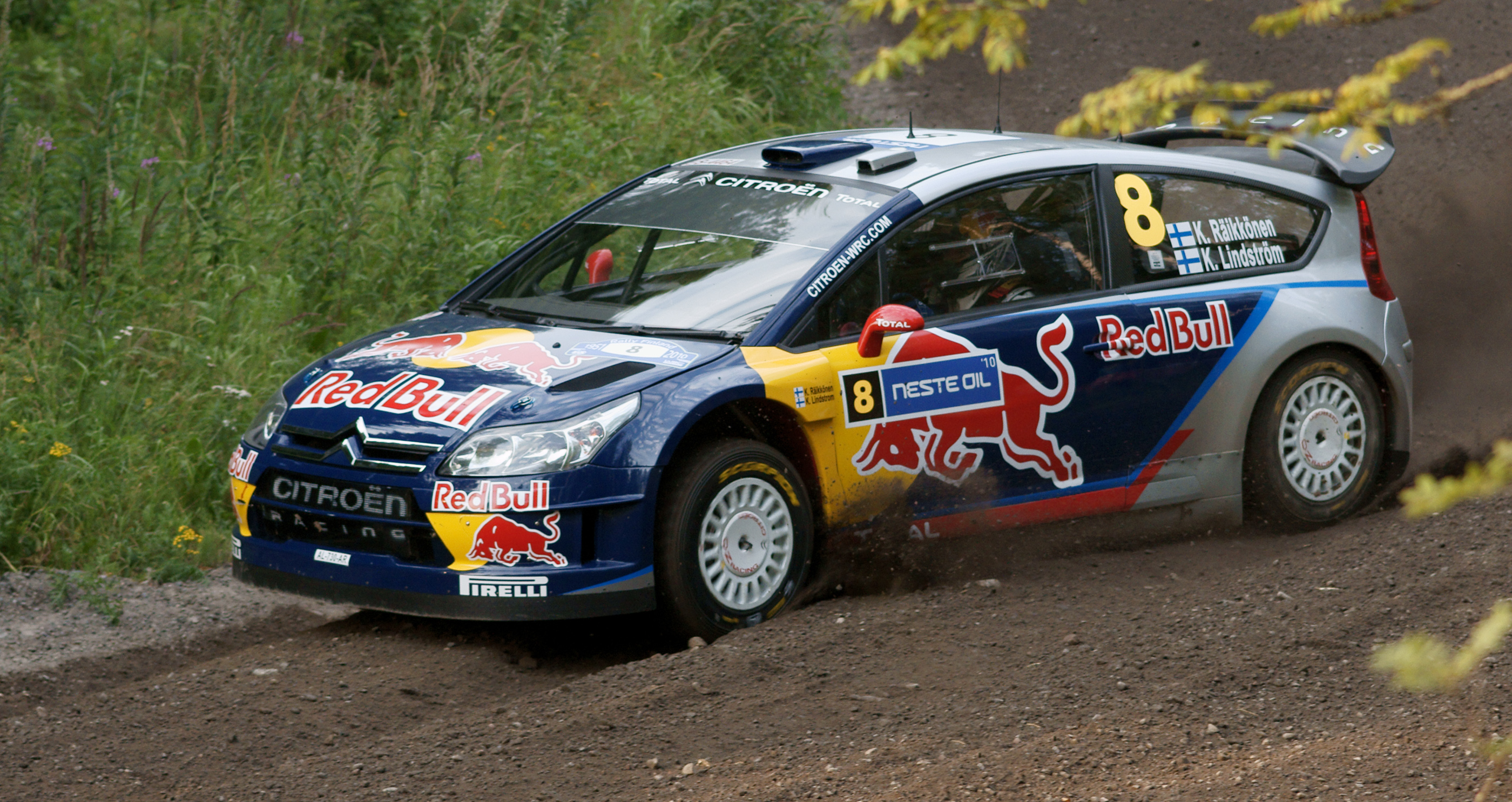
La Citroën C4 WRC del Citroën Junior Team guidata da Kimi Räikkönen al Rally di Finlandia 2010

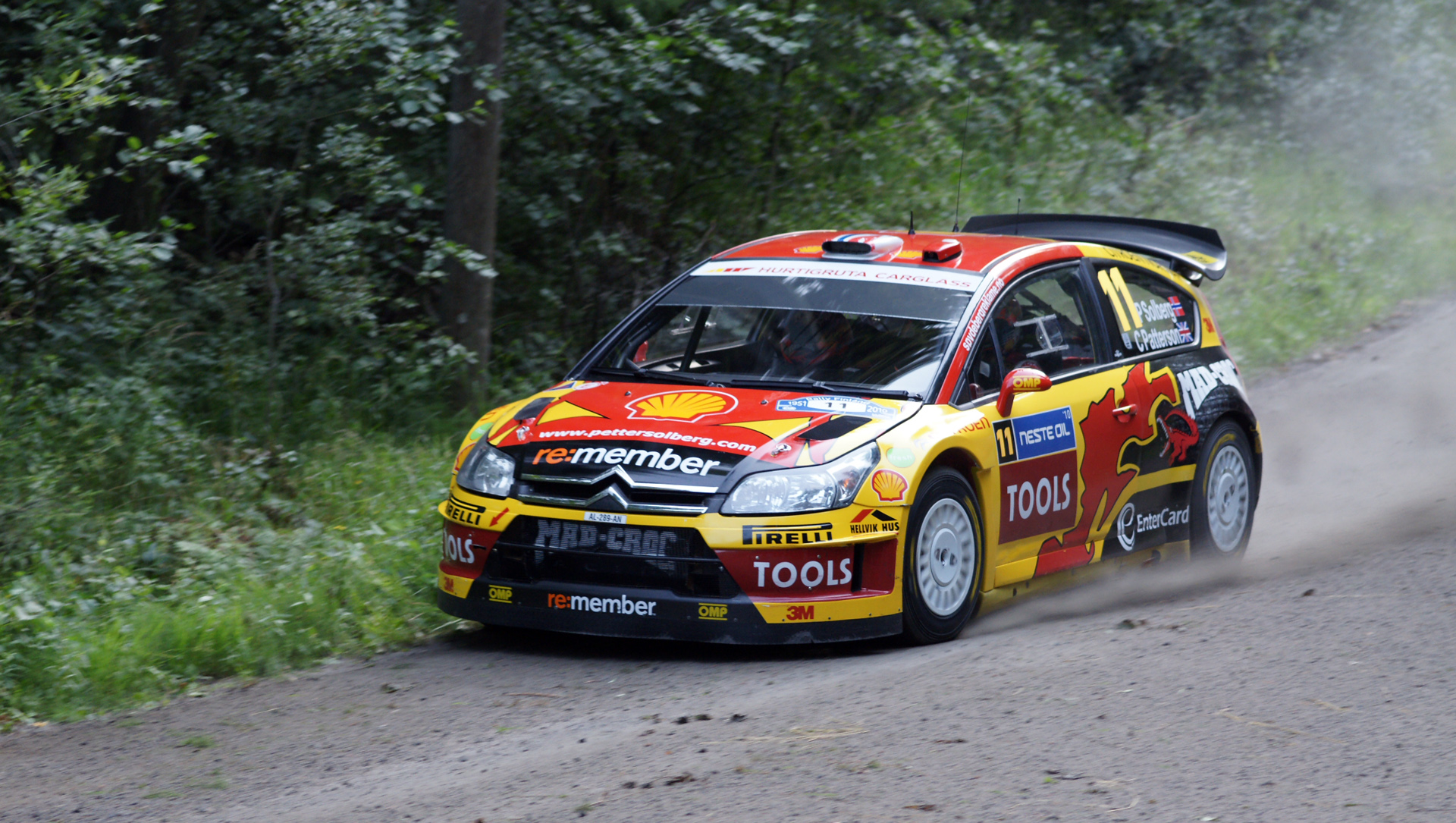
La Citroën C4 WRC guidata da Petter Solberg al Rally di Finlandia 2010

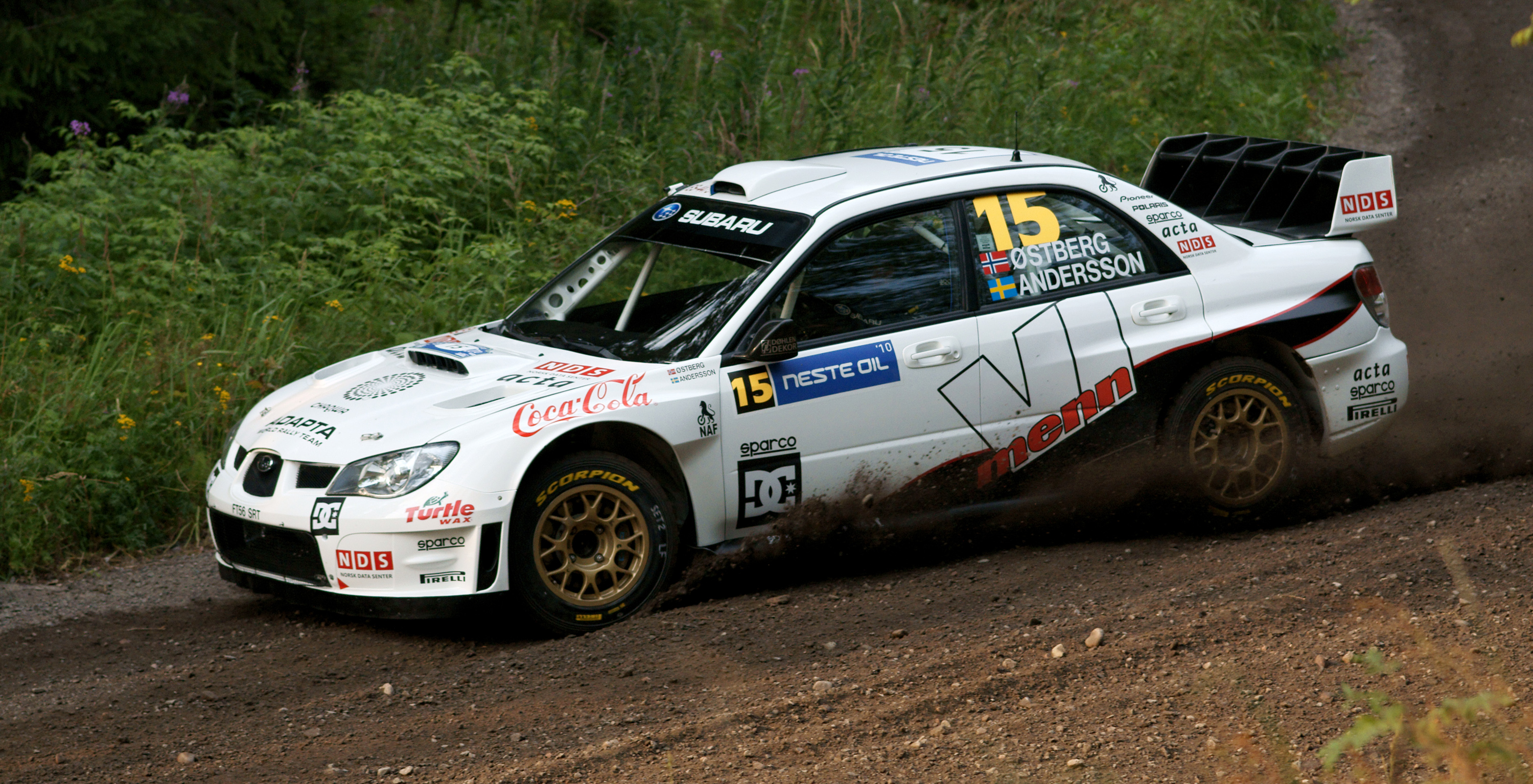
La Subaru Impreza WRC del team norvegese Adapta guidata da Mads Østberg al Rally di Finlandia 2010

Per la stagione 2010, il campionato ha due team costruttori, (Citroën Total World Rally Team e BP Ford Abu Dhabi World Rally Team), e tre team semi-ufficiali, (Stobart M-Sport Ford, Munchi's Ford e il Citroën Junior Team), che concorreranno per il Campionato Costruttori.
| Team                                       | Costruttore | Auto             | Gomme | N° | Pilota               | Co-pilota            | Gare           |
| ------------------------------------------ | ----------- | ---------------- | ----- | -- | -------------------- | -------------------- | -------------- |
| Citroën Total World Rally Team             | Citroën     | C4 WRC           | P     | 1  | Sébastien Loeb       | Daniel Elena         | All            |
| Citroën Total World Rally Team             | Citroën     | C4 WRC           | P     | 2  | Dani Sordo           | Marc Martí           | 1–7            |
| Citroën Total World Rally Team             | Citroën     | C4 WRC           | P     | 2  | Dani Sordo           | Diego Vallejo        | 9, 11–12       |
| Citroën Total World Rally Team             | Citroën     | C4 WRC           | P     | 2  | Sébastien Ogier      | Julien Ingrassia     | 8, 10, 13      |
| BP Ford Abu Dhabi World Rally Team         | Ford        | Focus RS WRC 09  | P     | 3  | Mikko Hirvonen       | Jarmo Lehtinen       | All            |
| BP Ford Abu Dhabi World Rally Team         | Ford        | Focus RS WRC 09  | P     | 4  | Jari-Matti Latvala   | Miikka Anttila       | All            |
| BP Ford Abu Dhabi World Rally Team         | Ford        | Focus RS WRC 08  | P     | 12 | Khalid Al Qassimi    | Michael Orr          | 12–13          |
| BP Ford Abu Dhabi World Rally Team         | Ford        | Focus RS WRC 08  | P     | 14 | Khalid Al Qassimi    | Michael Orr          | 1, 6, 8–11     |
| Stobart M-Sport Ford Rally Team            | Ford        | Focus RS WRC 08  | P     | 5  | Marcus Grönholm      | Timo Rautiainen      | 1              |
| Stobart M-Sport Ford Rally Team            | Ford        | Focus RS WRC 08  | P     | 5  | Matthew Wilson       | Scott Martin         | 2–13           |
| Stobart M-Sport Ford Rally Team            | Ford        | Focus RS WRC 08  | P     | 6  | Henning Solberg      | Ilka Minor           | 1–6, 8, 10     |
| Stobart M-Sport Ford Rally Team            | Ford        | Focus RS WRC 08  | P     | 6  | Henning Solberg      | Stephane Prevot      | 13             |
| Stobart M-Sport Ford Rally Team            | Ford        | Focus RS WRC 08  | P     | 6  | Per-Gunnar Andersson | Jonas Andersson      | 7              |
| Stobart M-Sport Ford Rally Team            | Ford        | Focus RS WRC 08  | P     | 6  | François Duval       | Denis Giraudet       | 9              |
| Stobart M-Sport Ford Rally Team            | Ford        | Focus RS WRC 08  | P     | 12 | Matthew Wilson       | Scott Martin         | 1              |
| Stobart M-Sport Ford Rally Team            | Ford        | Focus RS WRC 08  | P     | 12 | Juha Kankkunen       | Juha Repo            | 8              |
| Stobart M-Sport Ford Rally Team            | Ford        | Focus RS WRC 08  | P     | 15 | Liu Chao Dong        | Anthony McLoughlin   | 13             |
| Stobart M-Sport Ford Rally Team            | Ford        | Focus RS WRC 08  | P     | 17 | Mattias Therman      | Janne Perala         | 1, 8           |
| Stobart M-Sport Ford Rally Team            | Ford        | Focus RS WRC 08  | P     | 43 | Ken Block            | Alex Gelsomino       | 11–12          |
| Citroën Junior Team                        | Citroën     | C4 WRC           | P     | 7  | Sébastien Ogier      | Julien Ingrassia     | 1–7, 9, 11–12  |
| Citroën Junior Team                        | Citroën     | C4 WRC           | P     | 7  | Dani Sordo           | Marc Martí           | 8              |
| Citroën Junior Team                        | Citroën     | C4 WRC           | P     | 7  | Dani Sordo           | Diego Vallejo        | 10, 13         |
| Citroën Junior Team                        | Citroën     | C4 WRC           | P     | 8  | Kimi Räikkönen       | Kaj Lindström        | 1–4, 6–11, 13  |
| Munchi's Ford World Rally Team             | Ford        | Focus RS WRC 08  | P     | 9  | Federico Villagra    | Jorge Pérez Companc  | 2–3, 5–6, 10   |
| Munchi's Ford World Rally Team             | Ford        | Focus RS WRC 08  | P     | 9  | Federico Villagra    | Jose Diaz            | 4, 12          |
| Munchi's Ford World Rally Team             | Ford        | Focus RS WRC 08  | P     | 9  | Federico Villagra    | Diego Curletto       | 11             |
| Partecipanti non iscritti come Costruttori |             |                  |       |    |                      |                      |                |
| Petter Solberg World Rally Team            | Citroën     | C4 WRC 2009      | P     | 11 | Petter Solberg       | Phil Mills           | 1–6            |
| Petter Solberg World Rally Team            | Citroën     | C4 WRC 2009      | P     | 11 | Petter Solberg       | Chris Patterson      | 7–13           |
| Petter Solberg World Rally Team            | Citroën     | Xsara WRC        | P     | 68 | Yvan Muller          | Gilles Mondesir      | 11             |
| Monster World Rally Team                   | Ford        | Focus RS WRC 08  | P     | 43 | Ken Block            | Alessandro Gelsomino | 2, 4, 6, 9, 13 |
| Adapta World Rally Team                    | Subaru      | Impreza WRC 2008 | P     | 14 | Mads Østberg         | Jonas Andersson      | 1, 6, 8, 13    |
| Synergon Turan Motorsport                  | Peugeot     | Peugeot 307 WRC  | P     | 15 | Frigyes Turán        | Gábor Zsiros         | 6–7, 11        |
| Synergon Turan Motorsport                  | Ford        | Focus RS WRC 08  | P     | 15 | Frigyes Turán        | Gábor Zsiros         | 12             |

### Iscritti S-WRC
| N°    | Pilota               | Co-pilota                          | Auto                                | Team                            | Gare          |
| ----- | -------------------- | ---------------------------------- | ----------------------------------- | ------------------------------- | ------------- |
| 21    | Martin Prokop        | Jan Tománek                        | Ford Fiesta S2000                   | Czech Ford National Team        | 1–2,5,8-9,11  |
| 22    | Nasser Al-Attiyah    | Giovanni Bernacchini               | Škoda Fabia S2000 Ford Fiesta S2000 | Barwa Rally Team                | 2-3,5 6,8     |
| 21    | Martin Prokop        | Jan Tománek                        | Ford Fiesta S2000                   | Barwa Rally Team                | 10            |
| 23    | Michał Kościuszko    | Maciek Szczepaniak                 | Ford Fiesta S2000 Škoda Fabia S2000 | Dynamic World Rally Team        | 2-3 6,8-9,11  |
| 24    | Patrik Sandell       | Emil Axelsson                      | Škoda Fabia S2000                   | Red Bull Rally Team             | 1,3,5,8-9,11  |
| 25    | Eyvind Brynildsen    | Cato Menkerud                      | Škoda Fabia S2000                   | Rene Georges Rally Sport        | 1–3,6,9,11    |
| 26    | Bernardo Sousa       | Nuno Rodrigues Da Silva            | Ford Fiesta S2000                   | Team Ford/Quinta Do Lorde       | 1,3,6,9,11    |
| 27    | Janne Tuohino        | Markku Tuohino                     | Ford Fiesta S2000                   | Janpro                          | 1,3,5         |
| 27    | Janne Tuohino        | Risto Pietiläinen                  | Ford Fiesta S2000                   | Janpro                          | 6,9           |
| 27    | Janne Tuohino        | Marko Sallinen                     | Ford Fiesta S2000                   | Janpro                          | 8             |
| 28    | Xavier Pons          | Alex Haro                          | Ford Fiesta S2000                   | Nupel Global Racing             | 2-3,5-6,9,11  |
| 29    | Jari Ketomaa         | Mika Stenberg                      | Ford Fiesta S2000                   | Shanghai FCACA Rally Team       | 3,5-6,8,10-11 |
| 30    | Albert Llovera       | Borja Rozada                       | Abarth Punto S2000                  | Albert Llovera                  | 2,5-6,8-9,11  |
| 53 49 | Per-Gunnar Andersson | Jonas Andersson Anders Fredriksson | Škoda Fabia S2000                   | Rufa Sport Per-Gunnar Andersson | 3 6,8-9,11    |
| 53    | Roman Pesek          | Vit Houst                          | Toyota Auris S2000                  | Rufa Sport                      | 10            |
| 51    | Per-Arne Sääv        | Karl-Olof Lexe                     | Škoda Fabia S2000                   | Per-Arne Sääv                   | 1             |

### Iscritti J-WRC
| 21            | Aaron Burkart          | Andre Kachel               | Suzuki Swift S1600 |  | 4,6,9,11 |
| 22            | Kevin Abbring          | Erwin Mombaerts            | Renault Clio R3    |  | 4,6-7,9  |
| 23            | Hans Weijs, Jr.        | Bjorn Degandt              | Citroën C2 S1600   |  | 6-7,9    |
| 24            | Egoi Eder Valdes Lopez | Albert Garduno             | Renault Clio R3    |  | 6-7,9    |
| 25            | Loic Mattei            | Julien Vial                | Renault Clio R4    |  | TBA      |
| 26            | Todor Slavov           | Dobromir Filipov           | Renault Clio R3    |  | 4,7,9    |
| 27            | Alessandro Broccoli    | Angela Forina              | Renault Clio R3    |  | 4,6-7    |
| 28            | Harry Hunt             | Sebastian Marshall         | Ford Fiesta R2     |  | 4,6-7    |
| 29            | Thierry Neuville       | Nicolas Klinger            | Citroën C2 S1600   |  | 4,6-7,9  |
| 30            | Karl Kruuda            | Martin Järveoja            | Suzuki Swift S1600 |  | 4,6-7,9  |
| 31            | Yeray Lemes Macias     | Rogelio Lopez              | Renault Clio R3    |  | TBA      |
| 32            | Mathieu Arzeno         | Romain Roche Renaud Jamoul | Citroën C2 S1600   |  | 6-7 9    |
| Guest Drivers |                        |                            |                    |  |          |
| 149           | Christian Riedemann    | Josefine Corinn Beinke     | Ford Fiesta R2     |  | 9        |
| 149           | Jérémi Ancian          | Damien Mezy                | Suzuki Swift S1600 |  | TBA      |
| 150           | Pierre Campana         | Sabrina Decstelli          | Renault Clio S1600 |  | TBA      |

### Iscritti P-WRC
| N° | Pilota               | Co-pilota          | Auto                     | Team | Gare  |
| -- | -------------------- | ------------------ | ------------------------ | ---- | ----- |
| 31 | Armindo Araújo       | Miguel Ramalho     | Mitsubishi Lancer Evo X  |      | 1–3   |
| 32 | Toshi Arai           | Daniel Barritt     | Subaru Impreza WRC       |      | 2,5   |
| 33 | Gianluca Linari      | Paolo Gregoriani   | Subaru Impreza WRC       |      | 1–2,5 |
| 34 | Martin Semerád       | Bohuslav Ceplecha  | Mitsubishi Lancer Evo IX |      | 1,3   |
| 34 | Kingsley Thompson    | Malcolm Peden      | Mitsubishi Lancer Evo X  |      | 5     |
| 35 | Gábor Mayer          | Róbert Tagai       | Subaru Impreza WRC       |      | –     |
| 36 | Nicholai Georgiou    | Joseph Matar       | Mitsubishi Lancer Evo X  |      | 3,5   |
| 37 | Peter Horsey         | Moses Matovu       | Mitsubishi Lancer Evo X  |      | –     |
| 38 | Haydon Paddon        | John Kennard       | Mitsubishi Lancer Evo X  |      | 5     |
| 61 | Giuseppe Dettori     | Marco Corda        | Mitsubishi Lancer Evo IX |      | 4     |
| 39 | Alex Raschi          | Rudy Pollet        | Mitsubishi Lancer Evo X  |      | –     |
| 40 | Ott Tänak            | Kuldar Sikk        | Mitsubishi Lancer Evo X  |      | –     |
| 41 | Fabio Frisiero       | Jordi Costa        | Mitsubishi Lancer Evo IX |      | 1,5   |
| 41 | Giorgio Bacco        | Giovanni Agnese    | Mitsubishi Lancer Evo IX |      | 2     |
| 42 | Miguel Baldoni       | Jose Diaz          | Mitsubishi Lancer Evo X  |      | 2,5   |
| 43 | Reijo Muhonen        | Lasse Miettinen    | Mitsubishi Lancer Evo X  |      | 1,3   |
| 44 | Paulo Nobre          | Edu Paula          | Mitsubishi Lancer Evo X  |      | 1,3,5 |
| 45 | Wang Rui             | Pan Hongyu         | Subaru Impreza WRC       |      | 3,5   |
| 46 | Anders Grøndal       | Veronica Engan     | Subaru Impreza WRC       |      | 1     |
| 46 | Lui Chaodong         | Anthony McLoughlin | Subaru Impreza WRC       |      | 5     |
| 47 | Spyros Pavlides      | Chris Patterson    | Subaru Impreza WRC       |      | 3     |
| 48 | Patrik Flodin        | Göran Bergsten     | Subaru Impreza WRC       |      | 3     |
| 54 | Michel Jourdain, Jr. | Oscar Sanchez      | Mitsubishi Lancer Evo IX |      | 5     |
| 50 | Patrik Flodin        | Göran Bergsten     | Subaru Impreza WRX STi   |      | 1     |
| 52 | Joakim Nyman         | Bosse Holmstrand   | Mitsubishi Lancer Evo IX |      | 1     |
| 49 | Benito Guerra        | Javier Marín       | Mitsubishi Lancer Evo IX |      | 2     |
| 50 | Rodrigo Salgado      | Diodoro Salgado    | Mitsubishi Lancer Evo IX |      | 2     |
| 49 | Amjad Farrah         | Nancy Al-Majali    | Subaru Impreza WRC       |      | 3     |
| 40 | Richard Mason        | Sara Mason         | Subaru Impreza WRC       |      | 5     |
| 50 | Emma Gilmour         | Glenn MacNeal      | Subaru Impreza WRC       |      | 5     |

## Risultati e classifiche WRC

### Risultati e statistiche
| Colore  | Superficie Rally |
| ------- | ---------------- |
| Oro     | Ghiaia           |
| Argento | Asfalto          |
| Blu     | Neve/Ghiaccio    |
| Bronzo  | Superficie mista |

| Round | Nome rally                                    | Podio | Podio              | Podio           | Podio     | Tappe | Lungh.    | Partiti | Arrivati |
| Round | Nome rally                                    | Pos.  | Pilota             | Auto            | Tempo     | Tappe | Lungh.    | Partiti | Arrivati |
| ----- | --------------------------------------------- | ----- | ------------------ | --------------- | --------- | ----- | --------- | ------- | -------- |
| 1     | Rally di Svezia (11-14 febbraio)              | 1     | Mikko Hirvonen     | Focus RS WRC 09 | 3:09:30.4 | 21    | 345.15 km | 55      | 44       |
| 1     | Rally di Svezia (11-14 febbraio)              | 2     | Sébastien Loeb     | Citroën C4 WRC  | 3:10:12.7 | 21    | 345.15 km | 55      | 44       |
| 1     | Rally di Svezia (11-14 febbraio)              | 3     | Jari-Matti Latvala | Focus RS WRC 09 | 3:10:45.8 | 21    | 345.15 km | 55      | 44       |
|       |                                               |       |                    |                 |           |       |           |         |          |
| 2     | Rally del Messico (5-7 marzo)                 | 1     | Sébastien Loeb     | Citroën C4 WRC  | 3:42:41.7 | 22    | 354.60 km | 30      | 25       |
| 2     | Rally del Messico (5-7 marzo)                 | 2     | Petter Solberg     | Citroën C4 WRC  | 3:43:05.9 | 22    | 354.60 km | 30      | 25       |
| 2     | Rally del Messico (5-7 marzo)                 | 3     | Sébastien Ogier    | Citroën C4 WRC  | 3:43:07.0 | 22    | 354.60 km | 30      | 25       |
|       |                                               |       |                    |                 |           |       |           |         |          |
| 3     | Rally di Giordania (1-3 aprile)               | 1     | Sébastien Loeb     | Citroën C4 WRC  | 3:51:35.9 | 21    | 339.48 km | 33      | 27       |
| 3     | Rally di Giordania (1-3 aprile)               | 2     | Jari-Matti Latvala | Focus RS WRC 09 | 3:52:11.7 | 21    | 339.48 km | 33      | 27       |
| 3     | Rally di Giordania (1-3 aprile)               | 3     | Petter Solberg     | Citroën C4 WRC  | 3:52:47.7 | 21    | 339.48 km | 33      | 27       |
|       |                                               |       |                    |                 |           |       |           |         |          |
| 4     | Rally di Turchia (16-18 aprile)               | 1     | Sébastien Loeb     | Citroën C4 WRC  | 3:01:38.7 | 23    | 358.84 km | 40      | 32       |
| 4     | Rally di Turchia (16-18 aprile)               | 2     | Petter Solberg     | Citroën C4 WRC  | 3:02:33.2 | 23    | 358.84 km | 40      | 32       |
| 4     | Rally di Turchia (16-18 aprile)               | 3     | Mikko Hirvonen     | Focus RS WRC 09 | 3:03:22.1 | 23    | 358.84 km | 40      | 32       |
|       |                                               |       |                    |                 |           |       |           |         |          |
| 5     | Rally della Nuova Zelanda (7–9 maggio)        | 1     | Jari-Matti Latvala | Focus RS WRC 09 | 4:04:09.8 | 21    | 396.50 km | 53      | 38       |
| 5     | Rally della Nuova Zelanda (7–9 maggio)        | 2     | Sébastien Ogier    | Citroën C4 WRC  | 4:04:12.2 | 21    | 396.50 km | 53      | 38       |
| 5     | Rally della Nuova Zelanda (7–9 maggio)        | 3     | Sébastien Loeb     | Citroën C4 WRC  | 4:04:25.0 | 21    | 396.50 km | 53      | 38       |
|       |                                               |       |                    |                 |           |       |           |         |          |
| 6     | Vodafone Rally de Portugal (28–30 maggio)     | 1     | Sébastien Ogier    | Citroën C4 WRC  | 3:51:16.1 | 18    | 355.32 km | 74      | 52       |
| 6     | Vodafone Rally de Portugal (28–30 maggio)     | 2     | Sébastien Loeb     | Citroën C4 WRC  | 3:51:24.0 | 18    | 355.32 km | 74      | 52       |
| 6     | Vodafone Rally de Portugal (28–30 maggio)     | 3     | Dani Sordo         | Citroën C4 WRC  | 3:52:33.7 | 18    | 355.32 km | 74      | 52       |
|       |                                               |       |                    |                 |           |       |           |         |          |
| 7     | Rally Bulgaria (9–11 luglio)                  | 1     | Sébastien Loeb     | Citroën C4 WRC  | 3:02:39.2 | 14    | 354.10 km | 49      | 27       |
| 7     | Rally Bulgaria (9–11 luglio)                  | 2     | Dani Sordo         | Citroën C4 WRC  | 3:03:08.7 | 14    | 354.10 km | 49      | 27       |
| 7     | Rally Bulgaria (9–11 luglio)                  | 3     | Petter Solberg     | Citroën C4 WRC  | 3:03:15.5 | 14    | 354.10 km | 49      | 27       |
|       |                                               |       |                    |                 |           |       |           |         |          |
| 8     | Rally Neste di Finlandia (29–31 luglio)       | 1     | Jari-Matti Latvala | Focus RS WRC 09 | 2:31:29.6 | 19    | 310.29 km | 99      | 61       |
| 8     | Rally Neste di Finlandia (29–31 luglio)       | 2     | Sébastien Ogier    | Citroën C4 WRC  | 2:31:39.7 | 19    | 310.29 km | 99      | 61       |
| 8     | Rally Neste di Finlandia (29–31 luglio)       | 3     | Sébastien Loeb     | Citroën C4 WRC  | 2:31:55.6 | 19    | 310.29 km | 99      | 61       |
|       |                                               |       |                    |                 |           |       |           |         |          |
| 9     | ADAC Rallye Deutschland (20–22 agosto)        | 1     | Sébastien Loeb     | Citroën C4 WRC  | 3:59:38.3 | 19    | 407.25 km | 77      | 55       |
| 9     | ADAC Rallye Deutschland (20–22 agosto)        | 2     | Dani Sordo         | Citroën C4 WRC  | 4:00:29.6 | 19    | 407.25 km | 77      | 55       |
| 9     | ADAC Rallye Deutschland (20–22 agosto)        | 3     | Sébastien Ogier    | Citroën C4 WRC  | 4:01:51.6 | 19    | 407.25 km | 77      | 55       |
|       |                                               |       |                    |                 |           |       |           |         |          |
| 10    | Rally Japan (10–12 settembre)                 | 1     | Sébastien Ogier    | Citroën C4 WRC  | 3:10:26.4 | 26    | 303.54 km | 70      | 54       |
| 10    | Rally Japan (10–12 settembre)                 | 2     | Petter Solberg     | Citroën C4 WRC  | 3:10:42.1 | 26    | 303.54 km | 70      | 54       |
| 10    | Rally Japan (10–12 settembre)                 | 3     | Jari-Matti Latvala | Focus RS WRC 09 | 3:10:52.4 | 26    | 303.54 km | 70      | 54       |
|       |                                               |       |                    |                 |           |       |           |         |          |
| 11    | Rallye de France (30 settembre/3 ottobre)     | 1     | Sébastien Loeb     | Citroën C4 WRC  | 3:05:49.3 | 20    | 351.80 km | 66      | 49       |
| 11    | Rallye de France (30 settembre/3 ottobre)     | 2     | Dani Sordo         | Citroën C4 WRC  | 3:06:25.0 | 20    | 351.80 km | 66      | 49       |
| 11    | Rallye de France (30 settembre/3 ottobre)     | 3     | Petter Solberg     | Citroën C4 WRC  | 3:07:06.1 | 20    | 351.80 km | 66      | 49       |
|       |                                               |       |                    |                 |           |       |           |         |          |
| 12    | RACC Rally de España (22–24 ottobre)          | 1     | Sébastien Loeb     | Citroën C4 WRC  | 3:32:59.7 | 16    | 355.30 km | 45      | 36       |
| 12    | RACC Rally de España (22–24 ottobre)          | 2     | Petter Solberg     | Citroën C4 WRC  | 3:33:35.0 | 16    | 355.30 km | 45      | 36       |
| 12    | RACC Rally de España (22–24 ottobre)          | 3     | Dani Sordo         | Citroën C4 WRC  | 3:33:40.8 | 16    | 355.30 km | 45      | 36       |
|       |                                               |       |                    |                 |           |       |           |         |          |
| 13    | Wales Rally of Great Britain (11–14 novembre) | 1     | Sébastien Loeb     | Citroën C4 WRC  | 3:14:54.0 | 20    | 359.44 km | 60      | 45       |
| 13    | Wales Rally of Great Britain (11–14 novembre) | 2     | Petter Solberg     | Citroën C4 WRC  | 3:15:13.1 | 20    | 359.44 km | 60      | 45       |
| 13    | Wales Rally of Great Britain (11–14 novembre) | 3     | Jari-Matti Latvala | Focus RS WRC 09 | 3:16:29.3 | 20    | 359.44 km | 60      | 45       |

### Classifiche

#### Classifica Piloti
| Pos | Pilota               | SWE | MEX | JOR | TUR | NZL | POR | BUL | FIN | GER | JPN | FRA | ESP | GBR | Pts   |
| --- | -------------------- | --- | --- | --- | --- | --- | --- | --- | --- | --- | --- | --- | --- | --- | ----- |
| 1   | Sébastien Loeb       | 2   | 1   | 1   | 1   | 3   | 2   | 1   | 3   | 1   | 5   | 1   | 1   | 1   | 276   |
| 2   | Jari-Matti Latvala   | 3   | 5   | 2   | 8   | 1   | Ret | 6   | 1   | 4   | 3   | 4   | 4   | 3   | 171   |
| 3   | Petter Solberg       | 9   | 2   | 3   | 2   | Ret | 5   | 3   | 4   | 5   | 2   | 3   | 2   | 2   | 169   |
| 4   | Sébastien Ogier      | 5   | 3   | 6   | 4   | 2   | 1   | 4   | 2   | 3   | 1   | 6   | 10  | Ret | 167   |
| 5   | Dani Sordo           | 4   | 14  | 4   | Ret | 5   | 3   | 2   | 5   | 2   | 4   | 2   | 3   | 5   | 150   |
| 6   | Mikko Hirvonen       | 1   | 4   | 20  | 3   | 4   | 4   | 5   | Ret | Ret | 6   | 5   | 5   | 4   | 126   |
| 7   | Matthew Wilson       | 7   | 16  | 5   | 7   | 6   | 6   | 9   | 6   | 6   | 23  | 8   | 6   | 7   | 74    |
| 8   | Henning Solberg      | 6   | 6   | 9   | 17  | 7   | Ret | 10  | Ret | 37  | 7   | 9   | 8   | 6   | 45    |
| 9   | Federico Villagra    |     | 7   | 7   | 6   | 9   | 8   |     |     |     | 8   | 7   | 15  |     | 36    |
| 10  | Kimi Räikkönen       | 29  | Ret | 8   | 5   |     | 10  | 11  | 25  | 7   | Ret | Ret | DNS | 8   | 25    |
| 11  | Mads Østberg         | 8   |     |     |     |     | 7   |     | 7   | 16  |     | 41  |     | 9   | 18    |
| 12  | Khalid Al Qassimi    | 13  |     |     |     |     | 9   |     | Ret | 8   | Ret | 13  | 7   | 11  | 12    |
| 13  | Per-Gunnar Andersson | 10  |     | 16  |     |     | 16  | 7   | 10  | 13  |     |     |     |     | 8     |
| 14  | Jari Ketomaa         |     |     | 25  |     | 8   | 11  |     | Ret |     | 9   | 11  |     | Ret | 6     |
| 15  | Xavier Pons          |     | 8   | 10  |     | 10  | 12  |     |     | 15  |     | 15  |     | 13  | 6     |
| 16  | Frigyes Turán        |     |     |     |     |     | 23  | 8   |     |     |     | Ret | Ret |     | 4     |
| 17  | Juha Kankkunen       |     |     |     |     |     |     |     | 8   |     |     |     |     |     | 4     |
| 18  | Martin Prokop        | 14  | 9   |     |     | 11  |     |     | 13  | 11  | 10  | 21  |     |     | 3     |
| 19  | Dennis Kuipers       | 37  |     |     | 9   |     | 19  | 13  | Ret | 24  |     | 17  | 11  | 24  | 2     |
| 20  | Ken Block            |     | 18  |     | 24  |     | Ret |     |     | Ret |     | 12  | 9   | 21  | 2     |
| 21  | Juho Hänninen        |     |     |     |     |     | Ret |     | 9   |     |     |     |     |     | 2     |
| 22  | Mark van Eldik       |     |     |     |     |     |     |     |     | 9   |     |     |     |     | 2     |
| 23  | Patrik Sandell       | 15  |     | 23  |     | 12  |     |     | 11  | 10  |     | 10  |     | 14  | 2     |
| 24  | Andreas Mikkelsen    | 11  |     |     |     |     |     |     |     |     |     | 18  |     | 10  | 1     |
| 25  | Armindo Araújo       | 23  | 10  | 12  |     |     | 14  |     |     | 18  |     | 16  |     | 18  | 1     |
| 26  | Aaron Burkart        |     |     |     | 10  |     | 32  |     |     | 26  |     | 36  | 26  |     | 1     |
| Pos | Pilota               | SWE | MEX | JOR | TUR | NZL | POR | BUL | FIN | GER | JPN | FRA | ESP | GBR | Punti |

| Colore  | Risultato             |
| ------- | --------------------- |
| Oro     | Vincitore             |
| Argento | 2º posto              |
| Bronzo  | 3º posto              |
| Verde   | Finito a punti        |
| Blu     | Finito senza punti    |
| Viola   | Ritirato (Rit)        |
| Viola   | Non classificato (NC) |
| Rosso   | Non qualificato (NQ)  |
| Nero    | Squalificato (SQ)     |
| Bianco  | Non partito (NP)      |
| Bianco  | Non ha gareggiato     |
| Bianco  | Infortunato (INF)     |
| Bianco  | Escluso (ES)          |
| Bianco  | Gara cancellata (C)   |

#### Campionato Costruttori
| Pos | Costruttore                     | SWE | MEX | JOR | TUR | NZL | POR | BUL | FIN | GER | JPN | FRA | ESP | GBR | Pts |
| --- | ------------------------------- | --- | --- | --- | --- | --- | --- | --- | --- | --- | --- | --- | --- | --- | --- |
| 1   | Citroën Total World Rally Team  | 30  | 31  | 40  | 25  | 30  | 33  | 43  | 33  | 43  | 37  | 43  | 43  | 25  | 456 |
| 2   | BP Ford World Rally Team        | 40  | 27  | 20  | 24  | 40  | 12  | 22  | 25  | 12  | 28  | 27  | 27  | 33  | 337 |
| 3   | Citroën Junior Team             | 14  | 18  | 16  | 27  |     | 31  | 19  | 20  | 23  | 15  | 10  | 6   | 18  | 217 |
| 4   | Stobart M-Sport Ford Rally Team | 14  | 14  | 16  | 12  | 18  | 10  | 14  | 10  | 10  | 12  | 10  | 18  | 18  | 176 |
| 5   | Munchi's Ford World Rally Team  |     | 8   | 8   | 10  | 6   | 8   |     |     |     | 6   | 8   | 4   |     | 58  |
| Pos | Costruttore                     | SWE | MEX | JOR | TUR | NZL | POR | BUL | FIN | GER | JPN | FRA | ESP | GBR | Pts |